# Aeromarine AS
Aeromarine AS – amerykański wodnosamolot pływakowy z początku lat 20. XX wieku zaprojektowany jako samolot myśliwski, ale w służbie United States Navy używany jako samolot obserwacyjny.

## Historia
W 1921 amerykański Navy Department zamówił w firmie Aeromarine and Motor Company jednosilnikowy wodnosamolot pływakowy zbliżony do niemieckiej maszyny Hansa-Brandenburg W.12. Głównym projektantem samolotu był Charles Willard.
Samolot miał konstrukcję prawie całkowicie konwencjonalną, był to typowy na ówczesny okres samolot dwupłatowy z dwoma rzędami rozpórek N pomiędzy skrzydłami. Jedyną cechą nieco wyróżniającą samolot był statecznik pionowy, który był umieszczony poniżej, a nie jak zazwyczaj - powyżej, statecznika pionowego. Takie rozwiązanie dawało obserwatorowi/strzelcowi lepsze pole ostrzału.
Samolot otrzymał oznaczenie AS-1, numery seryjny USN A-5612 i został oblatany przez USN, która oceniła konstrukcję bardzo pozytywnie. Po ewaluacji samolotu, USN zamówiła dwa kolejny egzemplarze, już jako AS-2, z niewielkimi modyfikacjami - nowy samolot miał już konwencjonalny ogon, lotki umieszczono na obydwu skrzydłach (w pierwszej wersji były na dolnym), zmieniono także umiejscowienie chłodnicy. Po dostawie dwóch zamówionych egzemplarzy (numery seryjne A-5613/4.) USN nie zdecydowała się zamówić więcej samolotów tego typu. W służbie używane były jako samoloty obserwacyjne.